# Rivers Hoopers
Rivers Hoopers est un club de basket-ball fondé en 2005 et basé à Port Harcourt (Nigeria).
Initialement nommé Royal Hoopers, le club est renommé Rivers Hoopers en mars 2016.
Le club remporte le Championnat du Nigeria en 2011, 2012 et 2019 .
Il est troisième de la Ligue africaine de basket-ball en 2024. 